# Фу Баоші
Фу Баоші (傅抱石, 5 жовтня 1904 —29 вересня 1965) — китайський художник, теоретик мистецтва часів Китайської Народної Республіки.

## Життєпис
Народився 1904 року у м. Сіньюй (провінція Цзянсі). Народився у бідній родині. У 9 років він уже працював підмайстром у порцеляновій лавці. Поруч були лавка з зображеннями гір і майстерня з виготовлення печаток, куди його невпинно тягнуло. Спостерігаючи за роботою інших і наслідуючи їх, майбутній художник навчився малювати й різати друку. У 1921 році за допомогою вчителя початкової школи він зміг вступити на вечірнє відділення педагогічного училища і закінчити його. У 1932 році, коли Сю Бейхун відвідав Наньчан, Фу Баоші показав йому свої роботи. Вони справили враження, молодий чоловік удостоївся похвали і був рекомендований офіційним особам провінції. В результаті Фу Баоші зміг поїхати на навчання до Японії у 1933 році. Тут він був зарахований до імператорського Училища мистецтв на відділення скульптури та історії мистецтва. Додатково художник вивчав китайський живопис, оскільки в Японії було безліч його зразків. У 1935 році пройшла його персональна виставка в Токіо (Японія).
У 1936 році Фу Баоші повернувся до Китаю і викладав на факультеті образотворчих мистецтв у Центральному державному університеті. Під час японо-китайської війни університет переїхав до Чунціна (провінція Сичуань), професорові Фу Баоші, що жив за декілька кілометрів від університетського корпусу, щоб провести заняття, частенько доводилося долати відстань пішки. Дорога пролягала вздовж річки Цзялін, де гори то здіймаються, то опускаються, а ліс густий і темний. При зустрічі зими і весни вся річка обгорталось серпанком туману, в якому то з'являлися, то зникали дерева. Ці поетичні краєвиди істотно вплинули на живопис Фу Баоші. У 1945 році проходить персональна виставка художника в Чунціні.
Після 1949 року Фу Баоші викладав у педагогічному училищі Нанкіна як професор витончених мистецтв і займав пост ректора Інституту китайського живопису Цзянсу. У 1957 році йому довелося відвідати Західну Європу, а в I960 році Фу Баоші, разом з іншими художниками Цзянсу проїхав близько десяти тисяч кілометрів по шести провінціях, щоб побачити і зобразити їх життя. Його сприйняття значно розширилося, а картини стали більш героїчними і виразними. Помер Фу Баоші у Нанкіні 29 вересня 1965 року.

## Творчість
Головними темами робіт Фу Баоші є пейзаж, зображення різних кутків Китаю. Водночас він також працював у портретному жанрі. Героями його картин часто були історичні або міфічними особи. При роботі над фігурами людей цей живописець використовував або тонкі і сильні, або легкі та елегантні «штрихові лінії». Історичні особистості на його картинах виконано у стилі маньєризму, характерного для періодів Цзінь і Тан, вони мають при цьому романтичний і вільний аромат модернізму. Пейзажі примітні вдалим використанням методів «наплесканої туші» і «накапанної туші», що вказує на вплив Юань Цзі. Відомими картинами Фу є: «Прогулянка красунь», «Пані Сян», «Ущелина Сілін», «Ніч, коли кричали птахи, заходив Місяць і стояв холод».

## Теорія мистецтва
У 1929 році Фу Баоші написав есе «Еволюція китайського живопису». В подальшому його наукові праці були присвячені аналізу робіт відомих китайських художників, починаючи з Гу Кайчжи й завершуючи Шитао.